# Soho Mint
Soho Mint est un atelier monétaire privé fondé par Matthew Boulton en 1788 à Handsworth, Soho, près de Birmingham, qui se chargea entre autres de la fabrication des pièces de monnaie en cuivre pour la Royal Mint.

## Histoire

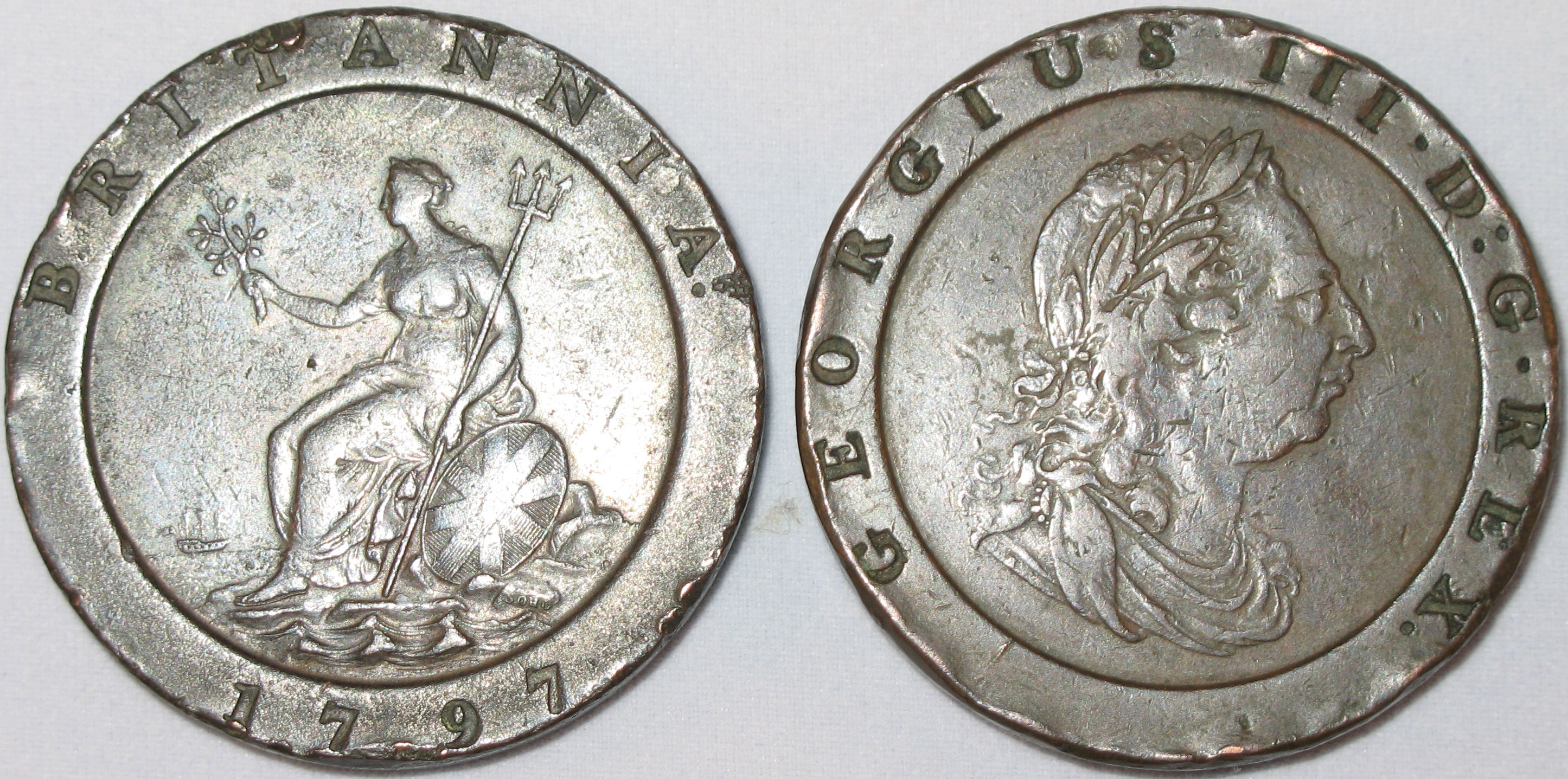
La pièce de 2 pence cartwheel (1797) figurant George III.

Matthew Boulton et John Fothergill (1730-1782) fondent en 1766, la Soho Manufactory, une manufacture de petits objets exécutés en divers métaux (boutons, têtes de clefs, plateaux, etc.) à Soho. Inaugurant ainsi la révolution industrielle britannique, ils associèrent, dès 1777, à leurs chaînes de production, les premières machines à vapeur : ainsi naquit Boulton & Watt, dont la Soho Mint est en quelque sorte une entité.
En 1791, la famille Monneron, via leur banque à Paris, passe commande à Boulton d'une série de monnaie de nécessité en cuivre, gravée par Augustin Dupré.
De son côté, à Londres, la Royal Mint avait suspendu, du fait de trop nombreuses contrefaçons, la fabrication de la petite monnaie en cuivre, et ce, depuis le milieu des années 1770. Quinze ans plus tard, les trois-quarts de la monnaie divisionnaire britannique s'avèrent contrefaits. Pour pallier la grande pénurie monétaire qui s'était installée et le désordre qui régnait, Boulton propose à l'institution royale de produire de nouveaux types de pièces. Il fait installer huit balanciers à vapeur capable de frapper 70 à 85 coins par minute. De plus, afin de décourager les faussaires, Boulton fait appel à du cuivre pur, raffiné avec précision, rendant l'opération de contrefaçon peu rentable. Chaque rondelle vierge, le flan, est obtenue à partir d'une lamelle de cuivre emboutie et finit cerclée par une virole, entre deux coins. Le diamètre de chaque pièce est strictement défini, la tranche est nette, le dessin sur chaque face centré, l'épaisseur et le poids sont millimétrés. Conrad Heinrich Küchler (en) en grava les coins. Les monnaies produites par les machines de Boulton et Watt sont parmi les premières que l'on peut qualifier de modernes.
La Royal Mint passe commande de plusieurs types monétaires à partir de la fin juillet 1797. En effet, en février 1797, la Banque d'Angleterre suspendait pour la première fois la conversion de ses billets en or du fait de la crise économique. Des pièces d'un farthing, un demi penny, un penny et deux pence sont alors produites. C'est la première fois qu'une pièce de deux pence est fabriquée, mais aussi la dernière. Sa taille et son poids sont inhabituels : 56,7 g de cuivre et 41 mm de diamètre. Un total de 45 millions d'unité sortirent des presses de la Soho Mint, dont 720 000 pièces de 2 pence, que l'on surnomma par dérision cartwheel, « roue de charrette ». Seulement un mois après les premières mises en circulation, apparurent des fausses pièces, de simples rondelles de plomb recouvertes de cuivre ; Boulton, convoqué à la Monnaie de Londres, propose alors de strier la tranche de chaque pièce courante. Le pari est gagné, le taux de pièces contrefaites s'effondre.
En plus de ces pièces de monnaie nationales en cuivre, des modules vierges furent fabriquées et envoyés aux États-Unis, au Sierra Leone, en Russie pour y être frappés. La Soho Mint frappa elle-même des monnaies d'argent pour certaines colonies britanniques, ainsi que divers jetons et médailles de commerce. Parmi les médailles produites figuraient la médaille dite « Seringapatam », faite pour l'East India Company en 1801–1802 pour récompenser les participants au siège de Seringapatam (1799), et une médaille commémorant la bataille de Trafalgar (1805), que Matthew Boulton produisit à ses frais et destinée aux contingents militaires qui y furent impliqués.
Après la disparition de la Soho Mint, une partie des machines fut achetée aux enchères, en 1850, par la Birmingham Mint (en) fondée par Ralph Heaton II (1794-1862).